# Dürre in Mitteleuropa 1540
Die Dürre in Mitteleuropa 1540 war ein klimatisches Extremereignis mit vielfältigen Auswirkungen auf Naturräume und menschliche Gemeinschaften. In verschiedenen paläoklimatologischen Untersuchungen wurden die Temperatur- und Niederschlagsverhältnisse rekonstruiert und zum Teil in Bezug zu den gegenwärtigen und künftigen klimatischen Bedingungen gesetzt.
Überwiegend wird auf der Basis von historischen Aufzeichnungen in der Wissenschaft davon ausgegangen, dass es sich um eine elfmonatige Periode handelte, in deren Verlauf es in großen Teilen Europas nur spärlich oder so gut wie nicht regnete und es sich somit um eine Megadürre gehandelt haben könnte. Ausgelöst wurde das Ereignis von einem ungewöhnlich stabilen, die atlantischen Luftströmungen blockierenden Hochdruckgebiet (Omegalage), das besonders Mitteleuropa beeinflusste, während zur selben Zeit im westlichen Russland kühles Schauerwetter herrschte.

## Wissenschaftliche Auswertung und Diskussion

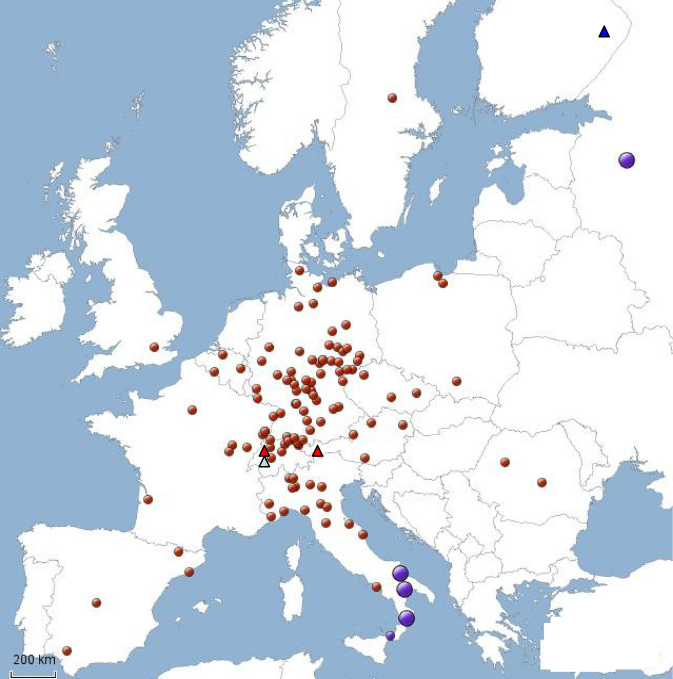
Räumliche Verteilung von für 1540 dokumentierten Daten über das Auftreten von Dürren. Rote Punkte: Beschreibungen von Hitze und Dürre, Violette Punke; große Niederschlagsmengen: Hitzegewitter in Süditalien, anhaltende Nässe und Kälte im westlichen Russland.

Die Annahme einer Megadürre im Jahr 1540 wird vor allem durch mehr als 300 zeitgenössische Chroniken aus weiten Teilen Europas gestützt, die übereinstimmend die Auswirkungen einer lang anhaltenden Trockenheit und Hitze beschreiben, wie zum Beispiel ein ausgeprägtes Niederschlagsdefizit, den extrem niedrigen Pegel großer Flüsse, weiträumig auftretende Waldbrände, das Absinken des Grundwasserspiegels (wodurch Brunnen versiegten) sowie schwerwiegende Folgen für Landwirtschaft, Viehhaltung und Fischbestände. Als besonders belastbare Quelle gilt hierbei das umfangreiche Wettertagebuch des Rektors der Universität Krakau, Marcin Biem, dessen Aufzeichnungen es ermöglichen, die Niederschlagsmengen im Krakauer Raum für das Jahr 1540 statistisch zu rekonstruieren.

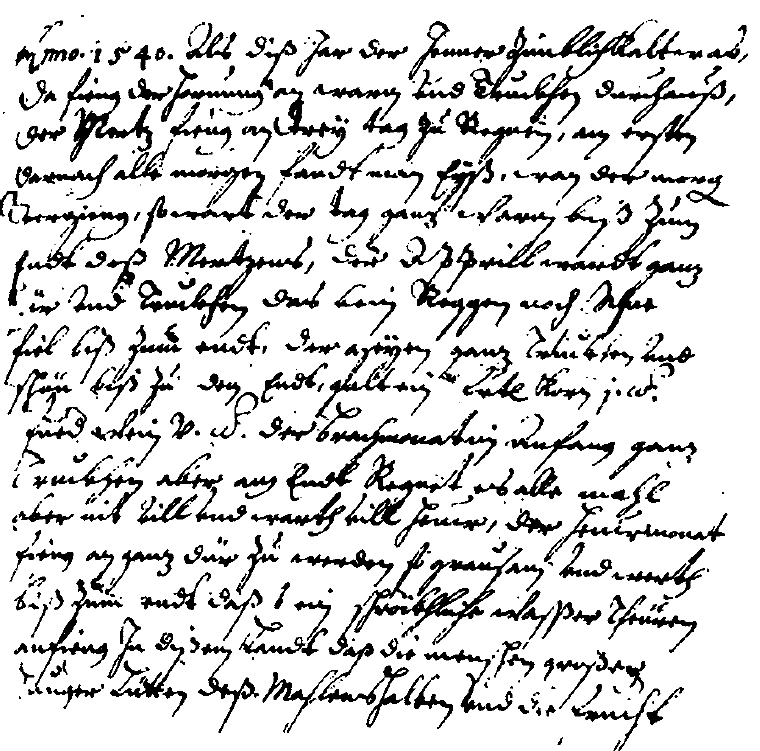
Der Winzer Hans Stolz im elsässischen Gebweiler liefert eine ausführliche Beschreibung der Dürre von 1540 von Monat zu Monat

Laut der Chronik des Winzers Hans Stolz war es im elsässischen Guebwiller nach einem mäßig kalten Winter vom 10. Februar bis Mitte Juni weitgehend trocken. Anfang März gab es etwas Regen. Im April und Mai war es fast durchgehend sonnig und sehr warm. Im Juni wurden bei hohen Temperaturen zeitweise Niederschläge verzeichnet. Von Ende Juni bis zum 4. August war es brütend heiß ohne einen Tropfen Regen. Im August und September verzeichnete Stolz mehrere Regentage. Von Oktober bis Ende Dezember war das Wetter vergleichbar mit einem warmen April, ohne Frost und ohne Regen.
Weitere phänologische Beobachtungen, umgerechnet nach gregorianischem Kalender: Die Kirschbäume standen um den 10. April bereits in voller Blüte. Die Kirschen wurden Ende Mai reif. Die Reben waren vor dem 10. Juni verblüht. Schon einen Monat später waren in Zürich die ersten Trauben reif, was einem Vegetationsvorsprung von vier bis fünf Wochen entspricht. Anfang August waren die Trauben in vielen Weinbergen reif, aber die Beeren waren teilweise vertrocknet. Deshalb warteten viele Winzer mit der Ernte auf ausreichende Niederschläge im September, was dem behördlich festgelegten Datum der Traubenlese entspricht.
Die geschätzte Anzahl der Niederschlagstage und die Niederschlagsmenge für Mittel- und Westeuropa im Jahr 1540 liegt deutlich unter den 100-jährigen Minima der instrumentellen Messperiode für Frühling, Sommer und Herbst. Dieses Ergebnis wird durch unabhängige dokumentarische Belege über extrem niedrige Flussabflüsse und europaweite Wald- und Siedlungsbrände gestützt. Oliver Wetter und Co-Autoren schrieben 2014 in ihrer Zusammenfassung: „Wir haben festgestellt, dass ein Ereignis dieser Schwere von modernen Klimamodellen nicht simuliert werden kann.“ Im Gegensatz dazu kommt eine 2015 publizierte Studie anhand der Auswertung von Wachstumsringen verschiedener europäischer Baumarten zu dem Ergebnis, dass die durchgeführten Analysen keine Hinweise auf eine außergewöhnliche Dürreperiode im Jahresverlauf 1540 ergeben hätten. In ihrer Erwiderung wiesen die Autoren der erstgenannten Arbeit (Wetter et al.) darauf hin, dass Wachstumsringe heiße und trockene Extreme mitunter unvollständig oder verzögert wiedergeben, mit spezieller Betonung des Umstands, dass in neuerer Zeit bei klimatischen „Ausreißern“ öfters Diskrepanzen zwischen instrumentell ermittelten und dendrochronologischen Daten auftreten („Divergenz-Problem“). Eine 2016 veröffentlichte Publikation geht davon aus, dass die mittlere Sommertemperatur 1540 über den entsprechenden Durchschnittswerten der Zeitreihe 1966 bis 2015 lag und mit einer Wahrscheinlichkeit von 20 Prozent auch die Hitzewelle des Sommers 2003 übertraf. In diesem Zusammenhang wurden auch die bestehenden Unsicherheiten hinsichtlich der bis dato zur Verfügung stehenden Daten erwähnt, die zuverlässige Temperaturrekonstruktionen für kurzfristig aufgetretene Anomalien während des letzten Jahrtausends erschweren.
Die Witterungskonstellation 1540 verzeichnet eine paradoxe Situation, da dieses Ausnahmejahr während der Kleinen Eiszeit auftrat, die ungefähr vom frühen 15. bis zur Mitte des 19. Jahrhunderts dauerte. Die Fragestellung einiger Studien zielt hingegen eher darauf ab, ob dieses singuläre Ereignis eine „Blaupause“ für die künftige klimatische Entwicklung in diesem geographischen Umfeld sein könnte. Laut mehreren wissenschaftlichen Arbeiten gibt es seit einigen Jahrzehnten weltweit eine deutliche Tendenz hin zur Ausbildung von warmen und trockenen Klimaten. Bei weiter zunehmender Erwärmung wird sehr wahrscheinlich auch in Mitteleuropa ein Verschwinden bestehender und die Etablierung neuer Klimazonen eintreten – ähnlich wie dies 1540 zumindest im Ansatz kurzzeitig Wirklichkeit wurde.

## Beschreibung
Der Schweizer Historiker Christian Pfister, vorwiegend tätig auf den Forschungsfeldern Umweltgeschichte und Historische Klimatologie, beschreibt die Ereignisse des Jahres 1540 in Mitteleuropa in einem Zeitungsinterview folgendermaßen:
Elf Monate fiel damals praktisch kein Regen, „die Temperatur lag fünf bis sieben Grad über den Normalwerten des 20. Jahrhunderts, verbreitet muss die Temperatur im Hochsommer über vierzig Grad geklettert sein. Unzählige Waldgebiete in Europa gingen in Flammen auf, beißender Rauch trübte das Sonnenlicht, im ganzen Sommer 1540 wurde kein einziges Gewitter registriert. Schon im Mai wurde das Wasser knapp, Brunnen und Quellen fielen trocken, die Mühlen standen still, die Leute hungerten, das Vieh wurde notgeschlachtet.“ In Europa starben im Jahr 1540 schätzungsweise eine halbe Million Menschen, die meisten von ihnen an Durchfallerkrankungen.
„Alles begann in Norditalien, mit einem Winter, der sich wie ein Juli anfühlte. Kein Tropfen fiel von Oktober 1539 bis Anfang April 1540. Dann griff die Dürre auf den Norden über.“ Der Juli brachte eine solche „Gluthitze, dass die Kirchen Bittgebete aussandten, während Rhein, Elbe und Seine trockenen Fußes durchwatet werden konnten. Dort, wo noch Wasser floss, färbte sich die warme Brühe grün“, Fische trieben tot mit dem Bauch nach oben. „Der Bodenseepegel sank auf Rekordniveau, Lindau war sogar mit dem Festland verbunden. Bald verdunstete das Oberflächenwasser vollständig, die Böden platzten auf, manche Trockenrisse waren so groß, dass ein Fuß darin Platz fand.“
„Im Elsass blühten die Obstbäume erneut, in Lindau reichte es sogar für eine zweite Kirschernte. Am Bodensee […] war Wein irgendwann billiger als Wasser, und in Limoges ernteten die Winzer geröstete Trauben, aus denen sie Sherry-ähnlichen Wein gewannen, der […] schnell betrunken machte.“
Im Schweizer Dorf Goldiwil „stiegen die verzweifelten Menschen sogar 500 Höhenmeter täglich auf und ab, nur um ein paar Bottiche Wasser aus dem Thunersee zu schöpfen.“

## Stadtbrände
Im Jahr 1540 gab es, für ein Jahr ohne größere Kriegsschäden, eine ungewöhnlich große Zahl an Stadtbränden, die bis in das 19. Jahrhundert nur auf dem Höhepunkt des Dreißigjährigen Krieges übertroffen wurde. Insgesamt sind aus diesem Jahr 33 Stadtbrände auf deutschem Gebiet verzeichnet. In Einbeck beispielsweise war das Krumme Wasser, ein durch die Stadt fließender Bach, wahrscheinlich ausgetrocknet. Am Annentag, den 26. Juli 1540jul., brach ein Feuer aus, beim Stadtbrand von Einbeck wurde die ganze Stadt vernichtet, zwischen 100 und 500 Menschen starben. Die Brände fanden in einer Zeit politisch-religiöser Konflikte um die Reformation statt. In vielen Fällen wurde vermutet, dass Brandstiftung Ursache der Feuersbrünste gewesen war, vermeintlich antiprotestantisch motiviert. Oft wurden Fahrendes Volk und Bettler als Sündenböcke verdächtigt, es gab eine regelrechte Brandstifter-Paranoia. Das Jahr 1540 wurde auch als „Mordbrenner-Jahr“ bekannt.

## Weinlese 1540

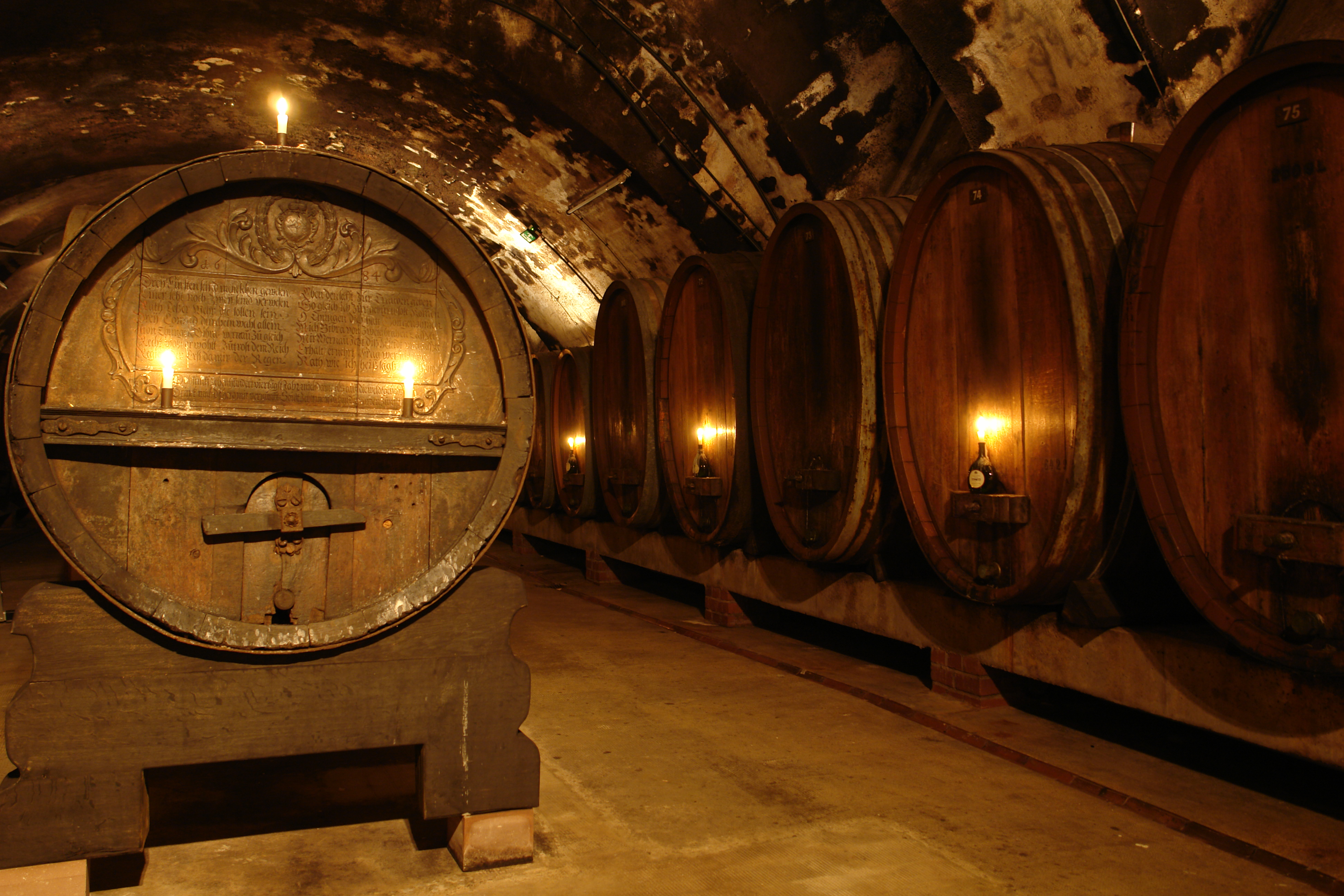
Das Schwedenfass im Staatlichen Hofkeller Würzburg wurde zur Lagerung des „Jahrtausendweins“ von 1540 geschaffen.

Aus der Stadt Münden liegt eine Beschreibung vor, wonach der 1540er Jahrgang des herzoglichen Weinbergs am Questenberg als „so vortrefflich“ bezeichnet wird, dass man ihn ausländischen Weinen vorzog.
In Würzburg wurde der sogenannte Kaiserwein gelesen, um zumindest einen Rest der verloren geglaubten Ernte zu retten, die großteils aus geschrumpften und vertrockneten Beeren bestand. Dies erwies sich im Rückblick als glücklicher Umstand: Die Qualität des 1540er Würzburger Stein war eine der besten des vergangenen Jahrtausends und wahrscheinlich mit der einer heutigen Trockenbeerenauslese vergleichbar. Die letzte Flasche dieser Rarität lagert im Würzburger Bürgerspital zum Heiligen Geist und kann dort im Rahmen von Führungen besichtigt werden.